# 1189

## Esdeveniments
- 3 de setembre - Westminster (Londres, Anglaterra): hi coronen Ricard I.

## Necrològiques
- 6 de juliol - Chinon (Indre-et-Loire, actualment França): Enric II d'Anglaterra (n. 1133).[1]